# Psathyropus versicolor
Psathyropus versicolor is een hooiwagen uit de familie Sclerosomatidae.